# Raionul Poliske, Kiev
Poliske (în ucraineană Поліський район, transliterat: Poliskîi raion) este un raion în regiunea Kiev, Ucraina. Reședința sa este comuna Kraseatîci.

## Demografie
Componența lingvistică a raionului Poliske
     Ucraineană (97,23%)
     Rusă (2,18%)
     Alte limbi (0,5%)
Conform recensământului din 2001, majoritatea populației raionului Poliske era vorbitoare de ucraineană (97,23%), existând în minoritate și vorbitori de rusă (2,18%).